# Sameodes cancellalis
Sameodes cancellalis là một loài bướm đêm trong họ Crambidae.